# Gold eagle américain
Pour les articles homonymes, voir American Eagle.
L’Eagle américain (American Gold Eagle) est une pièce en or créée en 1986 par l’United States Mint (New York). Cette pièce 22 carats est titrée à 916,67 ‰, ce qui en fait une pièce très facilement manipulable et résistant bien à l’usure.
L’avers de la pièce représente la statue Liberty du sculpteur Augustus Saint-Gaudens. Le revers a été réalisé par le sculpteur Miley Busiek et représente un nid d’aigle, symbole de la famille américaine.

## Valeurs faciales
L’Eagle américain a différentes valeurs faciales de la pièce de 5$ US à 50$ US[réf. nécessaire]. Chacune des pièces contient une certaine quantité d’or, du dixième d’once à une once.
| Valeur faciale | Poids d'or pur | Poids brut (g)                | Diamètre (mm)         | Épaisseur (mm) |
| -------------- | -------------- | ----------------------------- | --------------------- | -------------- |
| 50$ US         | 1 once         | 33,9310                       | 32,70                 | 2,870          |
| 25$ US         | 1/2 once       | 16,9660                       | 27,00                 | 2,150          |
| 10$ US         | 1/4 once       | 8,4830                        | 22,00                 | 1,780          |
| 5$ US          | 1/10 once      | 0.1091 troy oz. (3.393 grams) | 0.650 inch (16.50 mm) | 1,260          |

## Caractéristiques
- Dénomination : American Eagle
- Année d'édition : 1986
- Titre : 916,67 ‰.
- Masse : 33,9310 g.
- Diamètre : 32,70 mm.
- Épaisseur : 2,87 mm.
- Contenance en or : 31,103 g (1 oz).
- Finesse : 22 carats.
- Lieu de frappe : New York (États-Unis).
- Métal : or.

## 5 Dollars US
Surnommée la « Half eagle », cette pièce de 5 Dollars a été frappée en plusieurs versions dont la 5 dollars Liberty, la 5 dollars Sioux et la 5 dollars Apollo 11. 

### 5 Dollars Liberty
Dessinée et gravée par Christian Godbrecht, l’avers de cette pièce représente uniquement la tête de la Liberté portant une couronne sur laquelle est inscrite « Liberty ». Elle est entourée de 13 étoiles correspondantes aux 13 colonies américaines de l’époque et il est inscrit la date de l’émission de la pièce sous son portrait.
Sur le revers de la pièce, l’on peut observer un aigle aux ailes déployées qui est surmonté d’un bouclier comportant des rayures ainsi que des étoiles. Si la pièce a été frappée après 1866, il est possible d’apercevoir un ruban sur lequel on peut lire l’inscription « In god we trust ».

### 5 Dollars Sioux
Également renommée 5 Dollars « Tête d’Indien » ou « Indian Head », cette pièce a été frappée de 1908 à 1916 puis, en 1929 avant que la crise ne mette un terme à son tirage. Elle fait partie des nouvelles pièces commandées en 1904 par le 26ème président des Etats-Unis, Theodore Roosevelt. Ce projet, confié initialement à Auguste Saint-Gaudens, fut repris après son décès en 1907 par Bela Lyon Pratt qui dessina les 2 pièces manquantes de 5 Dollars et 2 Dollars et demi en s'inspirant du design de la 10 Dollars Or tête d’indien déjà créée par Auguste Saint-Gaudens.
Les 5 dollars et 2 dollars et demi tête d'indien seront les seules pièces des Etats-Unis à ne pas être gravées en relief mais à l’intérieur. Sur l’avers de la pièce est dessiné de profil un amérindien coiffé d’une parure de plumes avec l’inscription « Liberty » au dessus de sa tête et les 13 étoiles correspondantes aux colonies américaines de l’époque.
Sur le revers, l’on aperçoit un aigle ainsi que les inscriptions « United States of America » et « In god we trust ». Sur la gauche de l’aigle en revanche l’on aperçoit la mention latine « I » qui signifie « Un seul à partir de plusieurs ». Il s’agissait jusqu’en 1956 de la devise des Etats-Unis se référant au regroupement des 13 colonies en un seul et même état.

### 5 dollars Apollo 11
Dessinée pour l'avers par le médailleur Gary Cooper, le revers est un choix imposé par le congrès américain. Gravée et créée par Phebe Hemphill, de la Monnaie américaine, l'avers représente une empreinte de botte sur le sol lunaire, et le revers est une représentation de la célèbre photo de Buzz Aldrin, prise sur la lune par Neil Armstrong. Elle est mise en vente le 24 janvier 2019 jusqu'au 27 décembre 2019.